# Мухаммад аль-Шаріф
Мухаммад аль-Шаріф (д/н — 1858) — 12-й колак (правитель) султанату Вадаї в 1834—1858 роках. Повне ім'я Ізз ад-Дін Мухаммад аль-Шаріф ібн Саліх Деррет. Відомий також як Мухаммед V.

## Життєпис
Походив з династії Аль-Аббасі. Син колака Мухаммеда Саліха Деррета. У 1820-х роках брав участь у палацових інтригах, намагаючись захопити трон. Зрештою мусив тікати до Дарфурського султанату. За допомогою останнього 1834 року вдерся до Вадаї, де оголосив себе колаком. Йому протистояли небіж Мухаммед Абд-аль-Азіз, а після його смерті у 1835 року син останнього Адхам ібн Мухаммед. Лише 1838 року Мухаммад аль-Шаріф зміг остаточно змінити свою владу. 1839 року дипломатією домігся, що дарфурські війська залишили межі Вадаї.
Поставив за мету відновити попередні кордони держави. При цьому зберігав мир з Дарфуром. У 1844 році втрутився в боротьбу в імперії Борну, підтримавши маї Ібрагіма IV проти шеху Умара I. Завдав тому в битві біля Куссері нищівної поразки, після чого захопив столицю Куку, яку пограбував та сплюндрував. Втім не зміг домогтися визнання Ібрагіма IV. Тому використовував його ім'я для грабіжницьких нападів на Борну.
Також зумів знову змусити Багірмі визнавати владу Вадаї. Здійснив низку походів проти південносхідних племен та державних утворень, захопивши там рабів, слонову кістку тощо. В наступні роки спрямував зусилля на позбавлення залежності з боку Дарфура.
1850 року заснував нову столицю султанату — Абеше. Помер Мухаммад аль-Шаріф 1858 року. Йому спадкував син Алі I.